# يرج الأحمر (وهران)
البرج الأحمر أو القصر الأحمر يعود تاريخ تأسيس هذا البرج إلى العصر الوسيط حيث كان وضع تجار مملكة البندقية نوانه الأولى واتخذوه مركزا لنشاطهم التجاري مع مواني المغرب العربي الساحلية، وقيل إن الذي صممه وبناه هو مهندس مالطي بأمر من القديس جون ملك بين المقدس خلال الحروب الصليبية لإتخاذه مركزا للنشاط البحري الصليبي وهذه الرواية محل نظر. يعود تاريخ تأسيه إلى عام 1331م، ويعرف ببرج الأمحال، ويقع على الضفة الشرقية لواد الرحى.

## نبذة تاريخية
يرجع تاريخ البرج إلى العهد المريني أبو الحسن علي بن عثمان يعقوب الذي انشا البرج الاحمر وبرج المرسى سنة 748ھ/1347م وتواجد على هضبة عالية تشرف على البحر شمالا، وتقابل جبل المائدة أو مرجاجو، أو هيدور، غربا. ويبدو أن نواته تعود إلى أيام الفينيقيين بحكم موقعه الجيواستراتيجي، وعند ما احتل الإسبان وهران بنوا داخله قلعة كبيرة للحراسة، وسلحوه بحوالي 300 مدفع، فهو برج ضخم جدا وواسع به قصر البايات شرقا، وقلاع إسبانية غربا.
وقصر الأمحال هذا عبارة عن مدينة بحالها لانه يشتمل على حوالى عشرة حصون في الداخل وحصنين أماميين في الخارج اتخذه الأسبان مقرا لحكمهم عندما احتلوا المدينة عام 1509م وسموه ( روزا الكازار rosalcazar ) و ( روزاس كاجاس roxas-cajas ) و ( روازا لكابير razalcaper ) وأحدثوا في داخله بعض التغييرات في عهد الملك فيليب الخامس وتواصلت هذه التغييرات من عام 1563م إلى 1701م وأطلقوا عليه بعد ذلك اسم ( القصر الجديد château neuf ) و وضعوا به ثلاثين مدفعا ثم زادوا منها حتى بلغت 300 مدفعا نظرا لأهميته في الدفاع عن المدينة والميناء وسجل الأسبان هذه التغييرات في لوحة خاصة وضعوها على الحائط الشرقي المطل على واد روينة.
وعندما سيطر بوشلاغم على وهران عام 1708 أسر بهذا البرج 500 شخصا اسبانيا من الذين كانو يقاومون داخله ثم لم احتل الأسبان وهران مرة أخرى عام 1732 أحدثوا في البرج بعض التغييرات وشيدوا بعض الأقواس والأقسام والمخابئ في عهد الملك شارل الثالث وسجلوا ذلك في لوحة رخامية على أحد جدرانه تحت اللوحة الأولى.
ولما حرر محمد الكبير وهران للمرة الأخيرة عام 1791 خلد هذا الفتح في لوحة خاصة رخامية أثبتت تحت اللوحة السابقة وتحمل تاريخ 1206م (1791 م) واتخذه هو ومن جاء بعده من البنايات مقرا لحكمهم ويتألف من قسمين أساسيين قسم لسكنى الداي وحريمه وقسم للحكم والإدارة وتقع حول هذا القصر حدائق جميلة للورود والياسمين، وبعد الإحتلال الفرنسي اتخذه الحكام الفرنسيون مقرا لحكمهم كذلك سنوات طويلة وعديدة في القرن الماضى والحالي.

## وصلات خارجية
- وهران القديمة قلاعها وأبراجها